# Саулкрастский край
Са́улкрастский край — административно-территориальная единица Латвии, в историко-культурной области Видземе. Центр края — город Саулкрасты.
Край был образован 1 июля 2009 года из города Саулкрасты и Саулкрастской сельской территории, входивших до этого в состав Рижского района.

## Национальный состав
Национальный состав населения края по итогам переписи населения Латвии 2011 года:
| Национальность | Численность, чел. (2011) | %        |
| -------------- | ------------------------ | -------- |
| Латыши         | 4873                     | 83,23 %  |
| Русские        | 675                      | 11,53 %  |
| Белорусы       | 98                       | 1,67 %   |
| Украинцы       | 67                       | 1,14 %   |
| Поляки         | 59                       | 1,01 %   |
| Литовцы        | 27                       | 0,46 %   |
| Другие         | 56                       | 0,96 %   |
| всего          | 5855                     | 100,00 % |

## Территориальное деление
- город Саулкрасты (латыш. Saulkrastu pilsēta)
- Саулкрастская волость (латыш. Saulkrastu pagasts)